# 横山華山

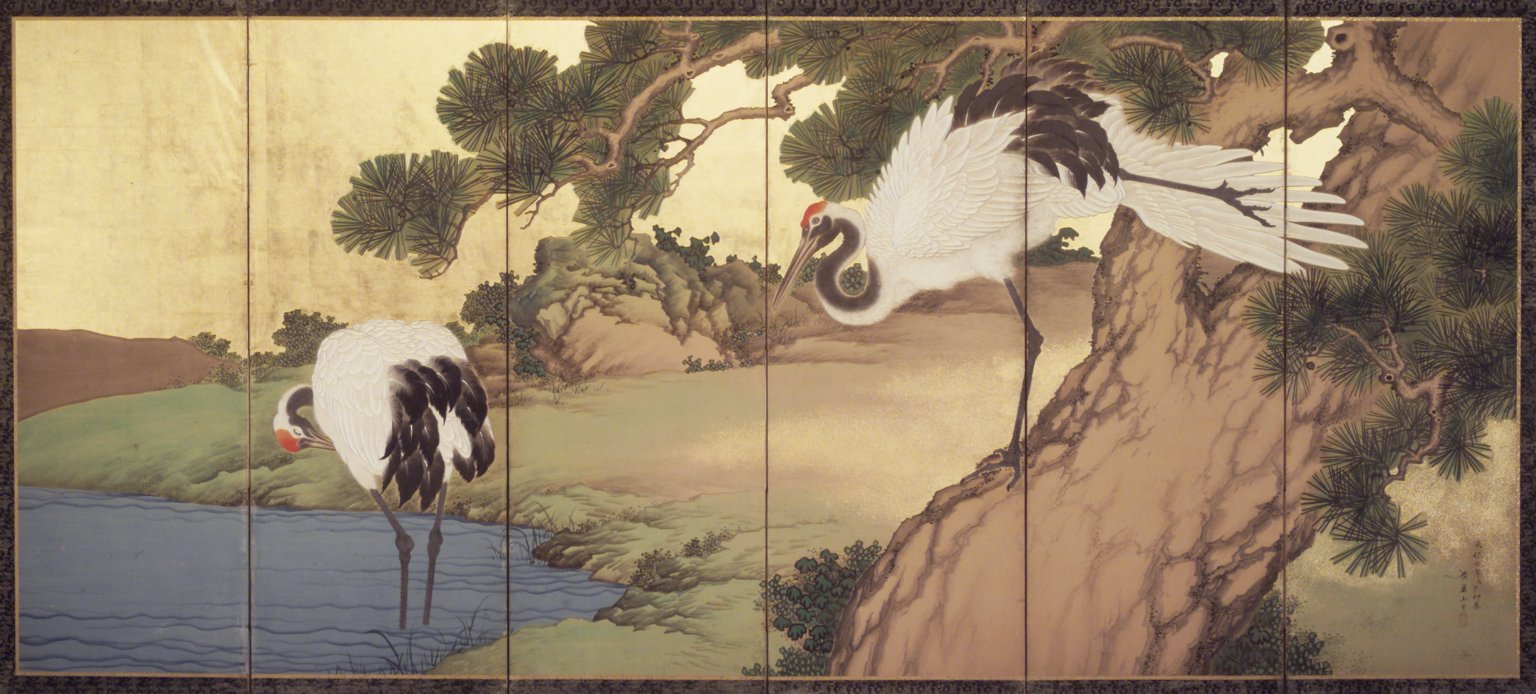
『松に鶴図屏風』 紙本金地著色、ブルックリン美術館蔵、天保7年（1836年）六曲一双の右隻にあたり、左隻は現在所在不明。

横山 華山（よこやま かざん、天明元年（1781年）または天明4年（1784年） - 天保8年3月16日（1837年4月20日））は、江戸時代後期の絵師。

## 略伝
名は暉三、または一章、字（あざな）は舜朗。通称は主馬。中国名風に「黄華山」と署名する例もある。京都出身（越前出身説あり）。福井藩松平家の藩医の家に生まれる。白井華陽著『画乗要略』によれば、若い頃は家が貧しく生計を立てるため、北野天満宮で砂絵を描いてその日暮らしをしていたという。西陣織業を営む横山家の分家横山惟馨の養子となり、本家が支援した曾我蕭白に私淑。始めは養父の師である狩野派の絵師江村春甫や村上東洲についたとされるが、直接師事した形跡はなく、養父惟馨から学んだと推測される。長じて岸駒に師事、のちに円山応挙や四条派の呉春の影響を受けた。一般に絵師は晩年になると筆力が衰えるとされるが、華山は例外で最晩年に至るまで雄渾な大作を手がけている。
本画以外にも、俳諧摺物も手がけている。文化5年（1808年）「華洛一覧図」（木版一枚摺）を出版、鍬形蕙斎の一覧図に影響を与えた。この逸話から華山は鳥瞰図の創始者と言われる。近年の研究ではこれに否定的であるが、当時の江戸で華山がそのように思われていたのも確かである。また斎藤月岑と交流があり、月岑から『東都歳事記』の校訂を頼まれている。酒好きだったらしく、古い書画辞典などでは華山は常に詫び状を懐中に入れ、酒席で失敗するとそれに署名し、その場で席画を描いて詫び状と共に相手に渡したという逸話が載っている（『画家逸事談』）。
享年54（もしくは57）。墓所は京都市上京区の瑞雲院。

## 画風
山水・人物・花鳥共に秀で、風俗美人画は艶があり清らか、と伝えられる。岸駒の弟子で、細かく震えるような筆の使い方や点苔の打ち方にその影響がうかがえる。一方で、人物画は呉春風、山水画は蕭白風と、画題によって様式を使い分け多彩な作品を描いた。反対に、江戸時代の絵師たちに大きな影響を与えた狩野派を本格的に学んだ形跡は見られず、大和絵風の作品も確認されていない。横山家は蕭白と繋がりがありその作品に触れる機会に恵まれたためか、山水画や道釈画の中には、華山の落款がなければ蕭白と見まごう作品も見られる。特に風俗画に優品が多く、華山の弟子たちにも書き継がれる画題となっている。同時代にこれほど多くの風俗画を手掛けた絵師や画系は見当たらず、華山一派の大きな特徴と言える。華山の絵には墨の使い方が特徴的で、墨を絵具の一種として扱い、「墨で書く」というより「墨を塗る」という新しい感覚が見られる。線質も筆さばきを意識するより、現在のスケッチ近い均質な速度で、紙を撫でるような描き方をしている。
弟子に養子の横山華渓、中島華陽、小澤華嶽など。弘化4年（1847年）刊の『皇都書画人名録』には、華山の弟子たちが「故華山先生門人」と記載され、「横山派」というべき一流派が存在していたとも取れる。日本美術史の上で等閑視されるきらいがあったためか、欧米の美術館やコレクターの収蔵品が多い。例えばボストン美術館には13点、大英博物館には6点（諸家合作の1点含む）の作品が所蔵されている。2018年9月から2019年8月にかけて、東京ステーションギャラリー、宮城県美術館、京都文化博物館で初の本格的な回顧展が開かれた。

## 代表作

### 紅花屏風
六曲一双の大画面に、紅花の種まきから収穫・加工・出荷までを、右隻109人、左隻111人、合計220人もの人々の生産現場から、あたかもドキュメンタリーのように描き出されている。花餅の大きさが右隻は大きく、左隻は小さいことから、右隻は武州地方、現在の埼玉県上尾市・桶川市周辺で生産された武州紅花、左隻は南仙地方・金ケ瀬、現在の宮城県大河原町の奥州紅花の様子を描いたとされる。花餅の大きさの違いは、日照時間が長い武州では乾燥が早いため大きく、逆に日照時間が短い奥州では乾燥しやすくするため小さくしていた史実による。
本作は京都の紅花問屋・伊勢屋理（利）右衛門が、祇園祭に伴う屏風祭で飾るために華山に描かせたという。理右衛門はこの屏風のために最良質の紙や岩絵具、金泥を提供し、更に華山に紅花の生産現場を見せるために、武州や奥州への取材旅行に行かせている。華山が初めて取材に赴いたのは文政2年（1819年）、右隻は1823年（文政6年）、左隻1825年（文政8年）であることから、作品の完成までに6年もかけていることがわかり、取材も複数回にわたるようだ。もっとも、京の祭りで見物する人々のために、黄色の段階もある紅花を終始紅色で表す、伊勢屋のために伊勢屋が取り扱う銘柄を実際の産地に関係なく画面に配置するなどの作為も見られる。しかし、紅花を画題にした作品は、他に地元の狩野派絵師・青山永耕筆「紅花屏風」（山寺芭蕉記念館蔵）など僅かしか無く、歴史資料としても貴重。本作は明治初期まで伊勢屋が所蔵していたが、その後伊勢屋と取引のあった山形の紅花商・佐藤利兵衛に譲られ、同じく山形の有力商人長谷川家の手を経て、山形美術館の所蔵となった。山形県指定有形文化財。

### 祇園祭礼図巻
上下2巻、全長30m余りもの長さにわたり、上質な紙と絵の具を用いて表面には雲母を撒き、祇園祭の一部始終を描き尽くすそうとする他に類を見ない絵巻物。祇園祭を題材にした作品は、近世だけでも100点弱、祇園会を点景として描く洛中洛外図などを含めれば200点を下らないが、山鉾巡行以外の行事まで描いた作品は少ない上に、絵自体の質や場面の周到さ、考証の緻密さなどで傑出した出来栄えを示す。上巻は稚児社参から宵山、前祭の山鉾23基の巡行を、下巻は後祭の山鉾10基の巡行から、神輿還幸、四条河原の納涼を経て、祇園ねりもので終わる。無款記ではあるものの、制作当初のものと思われる内箱に「京都／祇園会真図／花山筆」とあることや、紅花屏風との細部比較により、華山の筆であることに疑いない。なお、上下巻とも冒頭に無屋道人なる人物の漢詩が記されているが、年期は弘化3年（1846年）で本図とは直接には関係ない。
順に場面を見ていく。稚児社参は神事の無事を祈願するため、稚児が祇園社を詣でること。現在の祭りでは稚児は馬に乗って社参するが、本図では駕籠に乗る。続く宵山では、菊水鉾を中心に3基の鉾を並べることで、そこが「鉾の辻」出ることを暗示する。また、先の祇園社と並置することで、昼と夜、社の厳粛さと街の喧騒という対比を作っている。前祭の山鉾巡行は、本来最後尾の船鉾を先頭に、先頭の長刀鉾を上巻末に表し、最後尾から先頭へ向かって追いかけるように表されており、本作の大きな特徴である。なお途中の月鉾は、山鉾巡行の見どころの一つ、辻回しを行っている。下巻巻頭から始まる後祭の山鉾巡行は、前祭と異なり先頭から表される。山鉾は鉾頭を描いていないものが複数あるものの、精緻に描かれた装飾品などから全て特定でき、鉾の間に山3基の原則が忠実に守られている。むしろ、鉾頭を巧みにトリミングする事で、装飾品や祭りを楽しむ人々を強調し、山鉾がただ並ぶだけの単調な画面に陥るのを避けている。なお山鉾巡行の順番は、籤取らずの山鉾以外クジで決まるため毎年異なるが、本図と同じ順番の年は存在せず、特定の年の巡行を描いたわけではない事がわかる。神輿還幸は御旅所から祇園社への3基の神輿が還幸するさまを、下巻のほぼ半分を占めて描かれる。
最後の2場面は夕闇に変わり、まずは四条河原の川床で夕涼みする人々。鴨川の浅瀬に床几が所狭しと並べられ、寿司や西瓜、甘酒の屋台が軒を連ね、「仮名手本忠臣蔵」の看板も確認できる。「祇園ねりもの」とは、祇園の芸妓たちが仮装して花街を練り歩く行事で、神輿洗に合わせて5月晦日と6月18日（共に旧暦）に行われた。仮装のテーマは毎年異なり、本図では牛若丸に扮した芸妓から天保6年（1835年）、後祭の山鉾巡行の後に描かれていることから、5月晦日ではなく6月18日のねりものだと特定できる。見物客はパンフレットのようなものを持っているが、これは「ねりもの番付」で、芸妓たちが練り歩く順番を記した摺物である。祇園ねりものは芸妓たちの晴れ舞台で、旦那衆たちはは贔屓の芸妓のためにライバルの芸妓に負けまいと豪華な衣装をしつらえ、番付を一つでも上げようと競い合った。しかも、練り歩く道すがら贔屓筋の旦那衆から声がかかると、芸妓はその場で舞や踊りを披露したという。そのたびにねりものは中断するため、終わるのは明け方になることも珍しくなかった。なお、江戸時代までは衣装はその日限りの使い捨てで、裾は地面を引きずっていたという。このように現代では実施が困難な行事ということもあり、昭和35年（1960年）を最後に、祇園ねりものは開催されていない。こうした事情のため祇園ねりものの資料は少なく、歴史資料としても貴重な画証といえる。末尾は高札が立ち並ぶ祇園社西門で終わり、祇園社正門から始まる冒頭との対比となっている。
制作年は、先述の天保6年6月18日から、華山が没する天保8年3月16日までの2年弱まで絞り込め、華山晩年の代表作と言える。ただし、制作期間は短期間ながらも、準備期間には相当な日数を要したと想像される。そもそも各山鉾町の山鉾が、完成された状態で実見する期間は限られている。他流派の絵師ならば、師匠らから受け継いだ粉本や、『祇園会細記』や『都名所図会』といった祇園祭を描いた版本を用いて型通りの作品に仕上げることもできるだろうが、華山の風俗画に対する姿勢からは想定し難い上に、そのような作品で満足するような注文主ならば華山に制作を依頼しないであろう。実際、本作の下絵の一部である「祇園祭鉾調巻（祇園祭礼図巻下絵）」（京都市立芸術大学芸術資料館蔵）には、懸装品や金工品、御神体などについて、事細かに記されている。内箱の「祇園会真図」という文言は、決して誇張ではないといえよう。本作の依頼主は不明だが、祇園祭を知悉していないと楽しめない表現が多数盛り込まれていることから、山鉾町の上層町衆、または祇園の花街を支える旦那衆、および両者を兼ね備えた人物が想定される。候補としては「紅花屏風」と同じく伊勢屋理右衛門が挙げられるが、確証はない。
なお、「祇園祭礼図巻」の下絵とされる「祇園祭鉾調巻」は、縦約30cm、長さ約9mの作品で、前祭（さきまつり）巡行を描いている。2000年3月に京都市立芸術大学が寄付を受けたが、2022年5月に行方不明になっていることが判明した。

## 主要作品一覧
| 作品名                                   | 技法         | 形状・員数   | 寸法（縦x横cm）                     | 所有者                                                       | 年代                                          | 款記・印章                                                    | 備考 |
| ---------------------------------------- | ------------ | ------------ | ----------------------------------- | ------------------------------------------------------------ | --------------------------------------------- | ------------------------------------------------------------- | --- |
| 紅花屏風                                 | 紙本著色     | 六曲一双     | 154.3x357.0（各）                   | 山形美術館（長谷川コレクション）                             | 右隻:1823年（文政6年） 左隻:1825年（文政8年） |                                                               | 上述 |
| 唐子図屏風                               | 紙本金地著色 | 六曲一双     | 166.0x373.8（各）                   | 個人                                                         | 1826年（文政9年）                             | 款記「文政丙戌仲夏／華山」/                                   | 下村正太郎旧蔵。唐子の顔に陰影を施した西洋画の影響が見られる。 |
| 唐子遊戯図屏風                           | 紙本墨画淡彩 | 六曲一隻     | 78.7x265.2                          | 個人                                                         |                                               |                                                               | 画風は長沢芦雪風 |
| 祇園祭礼図巻                             | 紙本著色     | 2巻          | 上巻：31.7x1514.5 下巻：31.8x1570.0 | 個人                                                         | 1835-37年（天保6-8年）                        | 無し                                                          | 上述 |
| 近江八景図屏風                           | 紙本墨画     | 六曲一双     | 154.8x361.8（各）                   | 滋賀県立近代美術館                                           |                                               |                                                               | |
| 賀茂競馬図屏風                           | 紙本著色     | 六曲一隻     | 153.0x358.2                         | 大谷大学博物館                                               |                                               |                                                               | |
| やすらい祭・賀茂競馬図屏風               | 紙本著色     | 六曲一双     | 152.5x358.0（各）                   | 國學院大學博物館                                             |                                               |                                                               | |
| 飲中八仙図襖                             | 紙本墨画淡彩 | 襖4面        | 167.1x92.1（各）                    | 京都国立博物館                                               |                                               |                                                               | 御所御用の米穀商の家に伝来 |
| 孟嘉落帽・臥龍三顧図                     | 紙本墨画淡彩 | 六曲一双     | 132.8x268.2（各）                   | 福井県立美術館                                               |                                               |                                                               | |
| 琴棋書画・陸羽煎茶図屏風                 | 紙本墨画     | 六曲一双     | 153.0x291.3（各）                   | 富山市佐藤記念美術館                                         |                                               |                                                               | |
| 群仙図屏風                               | 紙本淡彩     | 六曲一双     | 146.9x353.0（各）                   | 東京国立博物館                                               |                                               |                                                               | |
| 天橋立・富士三保松原図屏風               | 紙本墨画淡彩 | 六曲一双     | 154.5x361.4                         | 千葉市美術館                                                 | 1822年（文政5年）                             | 右隻：款記「天橋臨眺真景／暉三」 左隻：款記「壬午之春／暉三」 | |
| 蘭亭曲水図屏風                           | 紙本著色     | 六曲一双     | 155.0×358.2（各）                   | 個人                                                         |                                               |                                                               | |
| 三条大橋洛中図屏風（東山に加茂川図屏風） |              | 四曲一隻     |                                     | 福岡市博物館（吉川観方コレクション）                         |                                               |                                                               | |
| 四睡図                                   | 紙本墨画     | 1幅          | 115.5x154.5                         | 江西寺                                                       |                                               |                                                               | |
| 桃錦鶏・蕣花猫                           | 絹本著色     | 2幅          | 110.1x46.1（各）                    | 泉涌寺                                                       |                                               | 款記「華山」（各）                                            | 箱蓋裏の墨書により明治天皇の御遺物として泉涌寺へ下賜された作品とわかる。 |
| 藤の花                                   | 絹本著色     | 1幅          | 97x19                               | 桑名市博物館                                                 |                                               |                                                               | 松平定信・北村季文賛 |
| 五条大橋牛若弁慶図                       |              | 絵馬1面      |                                     | 和貴宮神社拝殿                                               | 1820年（文政3年）                             |                                                               | |
| 蝦夷漁艇                                 | 紙本淡彩     | 1幅          | 113.0x51.5                          | 市立函館博物館                                               |                                               | 款記「華山寫」/「華」「山」白文連印                           | アイヌ絵 |
| 春秋草花図屏風                           |              | 六曲一双     |                                     | 個人                                                         |                                               |                                                               | |
| 蝦蟇仙人図                               | 絹本墨画淡彩 | 1幅          | 111.7x50.8                          | 個人                                                         |                                               | 款記「華山」/「黄」「暉三」白朱文連印                         | 蝦蟇仙人図」（ボストン美術館蔵）の模写。華山は蕭白画の人物描写の不自然さを解消しつつ、仙人片足で立たせ蝦蟇を斜めに立たせるなどの改変を加えて動きをもたせ、あたかも仙人と蝦蟇が一緒にダンスをしているかのように描き出す。 |
| 寒山拾得図                               | 紙本墨画     | 1幅          | 165.3x161.4                         | ボストン美術館                                               |                                               |                                                               | |
| 常盤雪行図屏風                           | 六曲一隻     | 紙本墨画淡彩 |                                     | ボストン美術館                                               |                                               |                                                               | |
| 蘭亭曲水図屏風                           | 紙本金地著色 | 六曲一隻     | 165.0x355.4                         | ミネアポリス美術館（クラーク日本美術・文化研究センター旧蔵） |                                               |                                                               | |
| 蘭亭図                                   | 紙本墨画     | 1幅          | 141.7x61.5                          | 大英博物館                                                   | 文化年間から文政初期                          | 款記「倣蕭白圖／黄華山摹」                                    | |
| 夕顔棚納涼図                             | 紙本著色     | 1幅          | 87.5x31.0                           | 大英博物館                                                   | 文化年間                                      | 款記「平安／華山寫」                                          | |
| 龍虎図屏風                               | 紙本金地著色 | 六曲一隻     | 150.2x349.6                         | ハーバード大学美術館                                         |                                               |                                                               | |

## 参考資料
- 源豊宗監修　佐々木丞平編 『京都画壇の一九世紀 第2巻 文化・文政期』 思文閣出版、1994年 ISBN 4-7842-0838-0
- 福原敏男・八反裕太郎 『祇園祭・花街ねりものの歴史』 臨川書店、2013年 ISBN 978-4-653-04199-3
- 八反裕太郎 『描かれた祇園祭－山鉾巡行・ねりもの研究』 思文閣出版、2018年 ISBN 978-4-7842-1906-3

図録
- 『京都文化博物館開館10周年記念特別展 京（みやこ）の絵師は百花繚乱 「平安人物志」にみる江戸時代の京都画壇』 京都文化博物館、1998年
- 『横山華山展 山形美術館収蔵品を中心として』 山形美術館、2000年
- 九州国立博物館監修・文 『美のワンダーランド 十五人の京絵師』 青幻舎、2012年 ISBN 978-4-86152-360-1
- 永田生慈総監修 八反裕太郎監修 東京ステーションギャラリー 宮城県美術館 京都文化博物館ほか編集 『横山華山展』 日本経済新聞社、2018年9月22日
  - 辻惟雄 「横山華山を見逃せない」pp.8-13
  - 八反裕太郎 「横山華山の伝記と画歴 ーその生涯と作品ー」pp.14-23

論文
- 横山昭 「もう一人の華山 上・下」、『日本美術工芸』525・526号、1982年6-7月、所収
- 木村重圭 「曽我蕭白と横山華山」、『日本美術工芸』620号、1990年5月、所収
- 横山昭 「横山華山筆 西王母図」、『國華』1151号、1991年10月、所収
- 横山昭 「『東都歳事記』を巡る謎 ─一通の書状から読む上方と江戸の情報ネットワーク」、『美術史論集』10号、神戸大学美術史研究会、2010年2月、所収
- 横山昭 「横山華山筆 寒山拾得図」、『國華』 1374号、2010年4月、所収
- 八反裕太郎 「横山華山の画業展開に関する一考察 ─祇園祭礼図巻をめぐって─」『國華』 1417号、2013年11月、pp.7-20
- 八反裕太郎 「横山華山の魅力」『學士会会報』第937号、2019年7月1日、pp.81-87